# L'Actualité chimique
L'Actualité Chimique (abréviation : L'Act. Chim.) est une revue scientifique mensuelle créée en 1973 pour remplacer le bulletin bimensuel de la SCF. Elle est éditée par la Société chimique de France et soutenue par le CNRS et la Fondation internationale de la Maison de la Chimie.
Unique revue généraliste française de chimie de haut niveau, L’Actualité Chimique couvre un large éventail de domaines et de thématiques en chimie s’ouvrant ponctuellement sur d’autres disciplines avec lesquelles elle collabore (biologie, santé, environnement, physique…). Les articles qui la composent traitent aussi bien de recherche fondamentale que d’applications industrielles, ainsi que d’autres thèmes comme l’enseignement de la chimie, son histoire et les enjeux sociétaux qu’elle soulève. La revue est francophone mais certains articles soumis par des auteurs de renommée internationale sont en anglais. 
L’Actualité Chimique est reçue sur abonnement, papier ou électronique. De nombreux articles sont cependant en libre accès sur son site internet. Cinq ans après leur parution, tous les articles deviennent accessibles gratuitement.
Indexée par Chemical Abstracts et SCI Expanded, L’Actualité Chimique est lue chaque mois par plus de 10 000 lecteurs.

## Revue
La parution de L’Actualité Chimique est mensuelle (11 numéros par an), excepté dans le cadre de numéros thématiques.
Deux à trois numéros thématiques sont édités chaque année ; ils portent sur des sujets d’actualité (ex. : La cristallographie en 2014, La chimie organique et moléculaire en 2015, La transition énergétique en 2016, La miniaturisation en 2017…). Chaque année, un de ces numéros thématiques est consacré aux JIREC (Journées de l’Innovation et de la Recherche pour l’Enseignement de la Chimie), ce numéro étant alors accessible librement à tous en ligne.

## Équipe de rédaction
Le directeur de publication de L’Actualité Chimique est la présidente de la Société Chimique de France, actuellement Gilberte Chambaud.
- Rédactrice en chef : Patricia Pineau.
- Rédacteur en chef adjoint : Malik Agina.